# Округ Волас (Канзас)
Округ Волас (енгл. Wallace County) је округ у америчкој савезној држави Канзас. По попису из 2010. године број становника је 1.485. Седиште округа је град Шерон Спрингс.

## Демографија
Према попису становништва из 2010. у округу је живело 1.485 становника, што је 264 (15,1%) становника мање него 2000. године.
| Група             | 2000.         | 2010.         |
| Белци             | 1.623 (92,8%) | 1.354 (91,2%) |
| Афроамериканци    | 11 (0,6%)     | 2 (0,1%)      |
| Азијати           | 3 (0,2%)      | 1 (0,1%)      |
| Хиспаноамериканци | 84 (4,8%)     | 108 (7,3%)    |
| Укупно            | 1.749         | 1.485         |